# Giraffa camelopardalis antiquorum
La giraffa del Kordofan (Giraffa camelopardalis antiquorum Swainson, 1835) è una sottospecie di giraffa. A dispetto del nome, non è presente nella regione del Kordofan; sopravvive invece, con popolazioni sparse, al confine settentrionale del Congo col Sudan e al confine fra Ciad e Repubblica Centrafricana.
Si differenzia dalle altre sottospecie (con le quali si incrocia facilmente) per la presenza di piccole maculature, via via più irregolari nella zona ventrale e sulle zampe.